# Demografia de Mato Grosso do Sul
Dados sobre a demografia de Mato Grosso do Sul.

## População
A população de Mato Grosso do Sul tem crescido a altos níveis desde a década de 1870, quando o estado passou a ser efetivamente povoado. Entre a década de 1940 e o ano de 2008, a população aumentou quase dez vezes, ao passo em que a população do Brasil, no mesmo período, aumentou pouco mais que quatro vezes. Isso, no entanto, não se dá devido a uma alta taxa de natalidade no estado, mas à grande quantidade de migrantes de outros estados ou imigrantes em Mato Grosso do Sul. Segundo o IBGE, no ano de 2005, 30,2% da população residente no estado não era natural daquela unidade da federação, ao passo em que a taxa de fecundidade no estado no ano 2000 era a décima menor do Brasil, com 2,4 filhos por mulher.

## Fluxo populacional e etnias
| Cor/Raça (*)          | Porcentagem (IBGE/2007) |
| --------------------- | ----------------------- |
| Brancos               | 51,1%                   |
| Negros                | 5,3%                    |
| Pardos                | 41,8 %                  |
| Amarelos ou indígenas | 1,7 %                   |

As migrações de contingentes oriundos dos estados de Minas Gerais, Rio Grande do Sul, Paraná e São Paulo e imigrações de países como Alemanha,  Paraguai, Portugal, Síria e Líbano foram fundamentais para o povoamento de Mato Grosso do Sul e marcaram a fisionomia da região. O estado é, ainda, o segundo do Brasil em número de habitantes ameríndios, de várias etnias, entre elas, Atikum, Guarany [Kaiwá e Nhandéwa], Guató, Kadiwéu, Kamba, Kinikinawa, Ofaié, Terena, Xiquitano (FUNAI, 2008).
O grande número de descendentes de ameríndios e de imigrantes paraguaios, que em sua maioria têm como ancestrais os índios guaranis, são dois fatores que contribuem para a alta porcentagem dos chamados "pardos" na população do estado de Mato Grosso do Sul. Já a ascendência afro-brasileira desse grupo étnico não é tão numerosa quanto a indígena. A população indígena do estado totaliza em 2008 53.900 pessoas, segundo o IBGE.
A área mais povoada do antigo estado do Mato Grosso, com uma densidade demográfica bastante alta, era o planalto da bacia do rio Paraná, onde ocorrem solos de terra roxa com topografia regular. Ao ser constituído, no final da década de 1970, Mato Grosso do Sul contava com uma densidade média de 3,9 habitantes por quilômetro quadrado - alguns municípios chegavam a ter mais de cinquenta habitantes por quilômetro quadrado-, em contraste com o norte, atual Mato Grosso, de menor densidade.

### Idiomas
- Línguas faladas: português (oficial).
- Língua indígenas: guarani, guató, kamba, kinikinau, kadiwéu, colla, ofaié e terena.
- Outras línguas: libras (Língua Brasileira de Sinais)

### Migração
Pelas informações dos censos de 1991 e 1996, entre 1970 e 1990 houve redução nas migrações interestaduais nas últimas décadas e também queda do saldo migratório em Mato Grosso do Sul. Segundo os dados, em 1991 houve a entrada de 124.045 pessoas de outros estados e a saída de 105.009, resultando no saldo migratório de 19.036. Já em 1996, 87.374 pessoas imigraram para o estado e 73.748 emigraram desse para outros estados, resultando num saldo migratório de 13.626 habitantes.[carece de fontes?]
No geral o cenário demográfico e social apresentado em Mato Grosso do Sul se baseia na tomada de decisões das diversas instâncias de atuação da sociedade civil, da academia e dos diversos níveis de governos, possibilitando e adequando o planejamento e ações dentro de uma visão panorâmica real nos níveis desejados de qualidade de vida e com o devido padrão de desenvolvimento sustentável.

### Imigração
Durante seus quase quinhentos anos de história espanhola, portuguesa e brasileira, a chegada de imigrantes, colonizadores e conquistadores foi constante. Desde que o primeiro colonizador europeu, Aleixo Garcia, que teria pisado em seu território em 1524, ao percorrer a trilha do Peabiru, o estado de Mato Grosso do Sul recebeu migrantes de diversas partes do Brasil nas diferentes fases de sua ocupação. Visando a substituição da mão-de-obra escrava por trabalhadores livres no Brasil, o Governo Imperial passou, a partir da segunda metade do século XIX, a promover mais ativamente a imigração, principalmente europeia, para solos tupiniquins. Desta época até o nacionalismo do Estado Novo, que dificultou a imigração, o Brasil recebeu milhões de imigrantes, não só europeus. O sul matogrossense não foi exceção.
A partir de 1890, o estado de Mato Grosso – notadamente o sul matogrossense – apresentou uma população de estrangeiros crescente, superior a 6% da população total, até 1920, quando o número decaiu para entre 5 e 3% da população em 1970. De qualquer maneira, no período entre 1872 e 1970, o Mato Grosso e o sul matogrossense tiveram continuadamente uma população estrangeira acima da média nacional, caso este que somente se repetiu com quatro outros estados e a cidade do Rio de Janeiro. Na cidade de Corumbá, por exemplo, era difícil localizar quem falasse o idioma português. Entre 1920 e 1970, mais de 50% dos estrangeiros que habitavam o Mato Grosso eram paraguaios. Outros 13% eram naturais da Bolívia.

## Urbanização

### Cidades
Mato Grosso do Sul está entre as unidades da federação que apresentam as maiores taxas de urbanização do país, com 85,4%. A população urbana do estado, a partir dos anos 1980, apresenta um acentuado crescimento. Apesar das atividades rurais exercerem forte influência, o crescimento urbano cresce em harmonia com a agropecuária, que é proporcionalmente muito forte, pois se modernizou nos últimos anos e favoreceu a migração do campo para as cidades. Os domicílios compostos por quatro pessoas constituem o maior número de domicílios no estado, sendo esta tendência quase homogênea no País e reflete, na média, o predomínio da chamada família nuclear, ou seja, casal e dois filhos.
Entre as cidades que compõem o Estado, destacam-se as cidades de maior população. Relação e informações das que tem mais de 40 mil habitantes (censo do IBGE de 2010) em ordem decrescente:
- Campo Grande (população de 787.204 habitantes; PIB (IBGE-2008) de R$ 10.462.086.000,00; área total de 8.118,4 km² e 154,4548 km² de área urbana): capital e maior cidade sul-mato-grossense, se localiza no centro geodésico de MS, entre o planalto da Serra de Maracaju e o Rio Aquidauana. Tem posição estratégica, sendo passagem quase obrigatória para o Paraguai, Bolívia e o turismo no Pantanal e Bonito. A cidade é conhecida pelo seu planejamento, museus, centros culturais, parques, bibliotecas, entre outros. Antes do desmembramento, Campo Grande já era considerada a maior cidade do estado de Mato Grosso. Após a divisão, continua sendo a maior cidade de Mato Grosso do Sul.
- Dourados (população de 196.068 habitantes; PIB de R$ 2.872.065.000,00; área total de 4.096,9 km² e 40,6800 km² de área urbana): é a maior cidade do interior do estado e a segunda depois da capital, é conhecida por ser um importante centro comercial, industrial e agropecuário do estado, além de referência no ensino superior, sendo sede de duas Universidades públicas (UEMS e UFGD) além de duas privadas (UNIGRAN, ANHANGUERA).;
- Corumbá (população de 103.772 habitantes; PIB de R$ 2.846.250.000,00; área total de 65.165,8 km² e 21,5777 km² de área urbana): às margens do rio Paraguai, é conurbada com Ladário e mais duas cidades do lado boliviano (Puerto Suarez e Puerto Quijarro), que são procuradas por seu artesanato em cerâmica, couro, lã, prata e tapeçaria. Importante centro cultural e de eventos de Mato Grosso do Sul, possui vários centros culturais e de exposições, museus e bibliotecas, além de sediar o Festival América do Sul, maior evento multicultural do continente. Em pleno Pantanal, além de ser centro de apoio dentro da região, a cidade oferece voos panorâmicos sobre a região e safáris fotográficos;
- Três Lagoas (população de 101.722 habitantes; PIB de R$ 1.518.087.000,00; área total de 10.235,8 km² e 18,4870 km² de área urbana): situada a extremo leste de MS, na divisa com os estado de SP, é conhecida pelo turismo no rio Paraná e hidrelétrica de Jupiá, dentro de poucos anos poderá ser o maior centro industrial de MS;
- Ponta Porã (população de 77.866 habitantes; PIB de R$ 726.502.000,00; área total de 5.359,3 km² e 13,7151 km² de área urbana): situada no cone-sul do estado, também atrai muitos visitantes por ser centro de livre comércio;
- Naviraí (população de 46.355 habitantes; PIB de R$ 603.860.000.00; área total de 3.172,9 km² e 7,3800 km² área urbana): está situada no cone-sul de MS, sendo um importante centro regional pelo comércio e serviços que oferece.
- Aquidauana (população de 45.623 habitantes; PIB de R$ 398.907.000,00; área total de 17.008,5 km² e 8,6344 km² de área urbana): está localizada na entrada do Pantanal e entre fevereiro e outubro a pesca é permitida e cada espaço à beira do rio passa a ser disputado pelos que querem pescar seu peixe;
- Nova Andradina (população de 45.599 habitantes; PIB de R$ 597.429.000,00; área total de 4.788,2 km² e 7,6635 km² de área urbana): está situada no sudeste de MS, é fortemente dependente da agropecuária, sendo também um importante pólo de criação e abate de bovinos do Brasil;
- Sidrolândia (população de 42.076 habitantes; PIB de R$ 581.603.000,00; área total de 5.300,9 km² e 4,2061 km² de área urbana): está situada próximo a Campo Grande, sendo um importante centro agropecuário. Sidrolândia encontra-se nos campos da Vacaria do Planalto da Serra de Maracaju, seu solo é levemente ondulado e constituído de terras roxas, resultado da decomposição de rochas vulcânicas.
- Paranaíba (população de 40.174 habitantes; PIB de R$ 483.746.000,00; área total de 5.423,6 km² e 7,7400 km² de área urbana): localiza-se estrategicamente numa região de integração das economias do Brasil (Mato Grosso do Sul, São Paulo e Minas Gerais) e se situa também no entroncamento de três macro-eixos de desenvolvimento econômico estadual (ao lado do eixo aquaviário do rio Paraná; eixo da Ferronorte e eixo do Gasoduto Bolívia-Brasil). É o portal do nordeste de Mato Grosso do Sul e famosa pela ponte metálica.

### Regiões de influência das cidades de MS
Em Mato Grosso do Sul, há 19 centros municipais com poder de influência sobre os outros 59 municípios. Esses 19 municípios se dividem em capitais regionais (2) e centros de zona (17). O restante dos municípios são chamados de centros locais. Esses centros concentam mais da metade da população e do PIB de MS]]).

#### Capital regional
Integram este nível em MS 2 centros que, como as metrópoles, também se relacionam com o estrato superior da rede urbana. Com capacidade de gestão no nível imediatamente inferior ao das metrópoles, têm área de influência de âmbito regional, sendo referidas como destino, para um conjunto de atividades, por grande número de municípios. Os grupos das Capitais regionais são os seguintes:
- Capital regional A – constituído por 1 cidade (Campo Grande), com cerca de 790 mil habitantes e 25 relacionamentos diretos;
- Capital regional C – constituído por 1 cidade (Dourados), com cerca de 200 mil habitantes e 15 relacionamentos diretos.

#### Centro de zona
Nível semelhante ao de centro sub-regional (não mencionado na relação de MS), porém formado por 17 cidades de menor porte e com atuação restrita à sua área imediata; exercem funções de gestão elementares. Subdivide-se em:
- Centro de zona A – 7 cidades (Corumbá, Aquidauana, Nova Andradina, Três Lagoas, Mundo Novo, Naviraí, Ponta Porã), com medianas de 65 mil habitantes e 3 relacionamentos diretos.
- Centro de zona B – 10 cidades (Bataguassu, Camapuã, Cassilândia, Chapadão do Sul, Coxim, Jardim, Miranda, Paranaíba, Amambai, Bela Vista), com medianas de 30 mil habitantes e 2 relacionamentos diretos.

#### Centro local
Nível formado pelas demais 59 cidades de MS cuja centralidade e atuação não extrapolam os limites do seu município, servindo apenas aos seus habitantes, têm população média de menos de 20 mil habitantes.

### Domicílios
| Total de domicílios     | 883 987 domicílios | Est: IBGE |
| Domicílios particulares | 881 658 domicílios | 99,74 %   |
| Domicílios coletivos    | 2 329 domicílios   | 0,26 %    |

| Mais de 5 salários                  | 4,42 %  |
| De 2 a 5 salários                   | 12,60 % |
| De 1 a 2 salários                   | 23,88 % |
| De 0,5 a 1 salário                  | 32,25 % |
| De 0,25 a 0,5 salários              | 18,18 % |
| Até 0,25 salários ou sem rendimento | 8,65 %  |

| Classe A                           | 4,42 %  |
| Classe B                           | 12,60 % |
| Classe C                           | 56,13 % |
| Classe D                           | 18,18 % |
| Classe E                           | 8,65 %  |
|                                    |         |
| Classe alta (A - B)                | 17,02 % |
| Classe média (C - D)               | 74,31 % |
| Classe consumidora (A - B - C - D) | 91,33 % |
| Classe periférica (E)              | 8,65 %  |